# Rudolf Brandt
Pour les articles homonymes, voir Brandt.
Rudolf Brandt (né le 2 juin 1909 à Francfort-sur-l'Oder et décédé le 2 juin 1948 à Landsberg am Lech), est un officier supérieur de la Schutzstaffel (SS), au grade de Standartenführer (équivalent d' Oberst dans l'armée allemande) et un haut fonctionnaire au sein des structures du ministère de l'Intérieur à Berlin. 

## Biographie
Il suit une formation de sténotypiste puis mène des études de droit qu'il poursuit jusqu'en juillet 1933, année où il obtient son doctorat à l'Université d'Iéna. 
En 1934, il entre comme « Ministerialrat » (ou conseiller juridique de haut niveau) et devient chef de bureau au sein de l'administration centrale du ministère de l'Intérieur. 
En septembre 1932, il s'inscrit au Parti nazi puis est incorporé dans la SS en octobre 1933. Dès décembre 1933, il fait partie de l'état-major du Reichsführer-SS Heinrich Himmler, dont il devient le conseiller personnel en 1936 et ce jusqu'en avril 1945. Il est également l'officier personnel de liaison de Himmler auprès du ministère de l'Intérieur, à compter de 1943.
Rudolf Brandt fait partie de ceux qui planifient l'assassinat de 86 Juifs détenus en camp de concentration, afin d'enrichir la collection de squelettes de l'institut d'anatomie de la SS établi à Strasbourg et dirigé par le professeur de médecine August Hirt.
Dans les derniers jours du Troisième Reich, il fait partie des rares compagnons d'Himmler : lors d'une conversation avec Walter Schellenberg, le 13 avril 1945, Himmler lui déclare qu'il est le seul, avec Rudolf Brandt, en qui il a encore une entière confiance. Il est aux côtés d'Himmler lors des dernières négociations que celui-ci mène avec le comte Folke Bernadotte, fin avril 45 et lors de sa fuite vers la Bavière, le 10 mai 1945. Il est ensuite capturé à Bremervörde, dans la province de Hanovre, fin mai 1945.
Accusé au Procès des médecins, alors qu'il n'est pas médecin, il est condamné pour son appartenance à la SS, déclarée organisation criminelle lors du procès de Nuremberg, pour crime de guerre et crime contre l'humanité en raison de sa responsabilité dans l'administration et la coordination d'expériences médicales dans les camps de concentration nazis par le tribunal militaire américain, en septembre 1947. 
Il est pendu à la prison de Landsberg le 2 juin 1948, jour de son 39e anniversaire.

## Procès
Lors de ce procès, il reçoit le soutien du masseur de Himmler, Felix Kersten. Ce kinésithérapeute affirme devant la cour le rôle essentiel de Rudolf Brandt dans sa mission humanitaire et sa pleine participation aux actions du masseur pour tenter d'épargner des vies. Kersten va même jusqu'à écrire au président Truman. Selon la section suédoise du Congrès juif mondial, dans un rapport établi à la mi-1947, Kersten réussit à sauver de la mort environ 100 000 personnes de diverses nationalités, dont 60 000 d'origine juive.  
L'avocat de Kurt Blome, qui fait acquitter son client en montrant notamment que des imputations de Rudolf Brandt contre lui sont réfutées par des documents en la possession de l'accusation, décrivait comme suit le comportement que Rudolf Brandt a pendant le procès : « Au total, Rudolf Brandt a fait un nombre ahurissant de déclarations sous serment. Il a fourni sans scrupules à l'accusation à peu près toutes les attestations désirées pour incriminer ses coïnculpés, et avec le même empressement, il a délivré en faveur des mêmes coïnculpés des attestations qui contredisaient directement ses affirmations précédentes. »